# Talat N'Yaaqoub
Talat N'Yaaqoub  (in arabo تلات نيعقوب‎?) è un centro abitato e comune rurale del Marocco situato nella provincia di Al Haouz, regione di Marrakech-Safi. Conta una popolazione di 7 866 abitanti (censimento 2014).